# Aedos (Mitologia)
Na mitologia grega, Aedos (em grego clássico: Αἰδώς) ou Aesquine (em grego clássico: Αἰσχύνη) era uma Daemon, a personificação da vergonha, da humildade e do pudor, sendo ao mesmo tempo a divindade que representava o sentimento da dignidade humana, tendo como qualidade o respeito ou a vergonha que reprime aos homens do inapropriado. Seu Daemon oposto era Momos, a zombaria, sua equivalente romana seria Pudor ou Pudicia.
Também abarca a emoção que uma pessoa rica podia sentir na presença dos pobres, que a riqueza era mais uma questão de sorte que de mérito. O conceito de Aedos é complexo e na filosofia clássica ainda é controverso.
Segundo Píndaro foi criada por Prometeu em sua forja, e no diálogo Protágoras de Platão se diz que foi enviada por Zeus junto com Dice, a justiça, quando este se compadeceu do caos autodestrutivo no qual vivia o homem após ter recebido o fogo de Prometeu. Hesíodo por sua vez, conta que será junto com Nêmesis, a justiça distributiva, a última deusa a abandonar a terra e regressar ao Olimpo quando a Idade do Ferro estava terminando em um banho de sangue e imoralidade.
Também há referências a ela em várias obras, como Prometeu Acorrentado de Ésquilo, Ifigênia em Aulis de Eurípides, e Édipo em Colono de Sófocles. Era considerada uma divindade física, e como tal, tinha um altar próximo do antigo templo de Atena na Acrópole de Atenas, em Esparta havia um antigo icário com sua imagem sagrada e dois santuários em Roma foram dedicados a ela.